# Richard Glossip
 (juillet 2022).
 (novembre 2022).
Richard Eugene Glossip, né le 9 février 1963, est un prisonnier américain détenu dans l'Oklahoma, reconnu coupable d'avoir commandité l'homicide de Barry Van Treese en 1997 et actuellement dans le couloir de la mort. Maintenant son innocence depuis son arrestation, il fait l'objet d'une attention internationale en raison de la nature jugée inhabituelle de sa condamnation, considérée comme se fondant peu ou pas sur des preuves corroborantes supplémentaires.

## Affaires

### Homicide de Barry Van Treese
Le 7 janvier 1997, le corps de Barry Van Treese est retrouvé dans une chambre du motel dont il était propriétaire, à Oklahoma City. Interrogé, Justin Sneed, un des agents de maintenance du motel, avoue à la police l'avoir battu à mort avec une batte de baseball, affirmant que Richard Glossip l'a payé pour commettre le meurtre. D'après les défenseurs de ce dernier, les déclarations de Justin Snedd visent à commuer sa peine de mort en condamnation à perpétuité en échange de son témoignage contre Richard Glossip. 

### Procès et condamnations
Richard Glossip maintient son innocence et refuse de prendre le plaidoyer de culpabilité. En juillet 1998, un jury le déclare coupable du meurtre et le condamne à mort. En 2001, la Cour d'appel criminel (en) de l'Oklahoma rejette à l'unanimité cette condamnation, qualifiant l'affaire « d'extrêmement faible » et conclue que Richard Glossip a reçu une assistance d'avocat constitutionnellement inefficace,. En août 2004, un deuxième jury le déclare coupable du meurtre et le condamne à mort. Ricahrd Glossip se plaint que les procureurs intimidaient son avocat de la défense pour qu'il démissionne. En avril 2007, la Cour d'appel criminel (en) de l'Oklahoma confirme le verdict, avec deux juges majoritaires, un juge spécialement d'accord et deux juges dissidents.

### Couloir de la mort
Glossip maintient son innocence. Il connait quatre mandats d'exécution, le premier, en 2015, a été retardé. Le second, plus tard cette année-là, n'a été suspendu que trois heures avant que Glossip ne soit mis à mort. Une nouvelle date d'exécution a été fixée pour le même mois, mais a ensuite été annulée . Un quatrième ordre d'exécution a été émis contre lui et son exécution était prévue le 22 septembre 2022 mais la date a été repoussé au 8 décembre 2022 par le gouverneur de l'Oklahoma Kevin Stitt,. En prison, il se marie avec une avocate opposée à la peine de mort.

## Controverse sur sa culpabilité
L'équipe juridique de Glossip affirme que Justin Sneed était accro à la méthamphétamine au moment où il a assassiné Van Treese, et qu'il avait l'habitude de pénétrer par effraction dans des véhicules sur le parking du Best Budget Inn alors qu'il était employé comme homme d'entretien. L'exécution de Glossip est controversée car il a été condamné presque entièrement sur le témoignage de Sneed, ayant avoué avoir matraqué Van Treese à mort avec une batte de baseball en aluminium[style à revoir]. En 2015, la police d'Oklahoma City publie un rapport de police de 1999 montrant qu'une boîte de preuves avait été marquée pour destruction[pas clair]. Ce rapport n'a jamais été fourni aux avocats qui ont représenté Richard Glossip lors de son deuxième procès selon sa nouvelle équipe de défense[style à revoir].